# Sukhotxevo
Sukhotxevo (en rus: Сухочево) és un poble de l'óblast de Kursk, a Rússia, que en el cens del 2010 tenia 113 habitants. Pertany al districte rural de Fatej.